# Basiliximab
Basiliximab (tên thương mại Simulect) là một kháng thể khảm chuột-người đơn dòng với chuỗi α (CD25) của thụ thể IL-2 của tế bào T. Nó được sử dụng để ngăn ngừa thải ghép trong ghép tạng, đặc biệt là trong ghép thận.

## Công dụng
Basiliximab là một chất ức chế miễn dịch được sử dụng để ngăn ngừa thải ghép ngay lập tức ở những người đang được ghép thận, kết hợp với các thuốc khác. Nó đã được báo cáo rằng một số trường hợp lichen planus đã được điều trị thành công với basiliximab như một liệu pháp thay thế cho cyclosporin. Không có tác dụng phụ ngắn hạn đã được báo cáo.

## Cơ chế hoạt động
Basiliximab cạnh tranh với IL-2 để liên kết với tiểu đơn vị chuỗi alpha của thụ thể IL2 trên bề mặt tế bào lympho T đã hoạt hóa và do đó ngăn chặn thụ thể truyền tín hiệu. Điều này ngăn cản các tế bào T sao chép và cũng kích hoạt các tế bào B, chịu trách nhiệm sản xuất kháng thể, sẽ liên kết với cơ quan cấy ghép và kích thích phản ứng miễn dịch chống lại cấy ghép.

## Hóa học
Nó là một kháng thể đơn dòng CD25 của kiểu mẫu IgG1.

## Lịch sử
Nó là một sản phẩm của Novartis và đã được Cục Quản lý Thực phẩm và Dược phẩm Hoa Kỳ (FDA) phê duyệt vào năm 1998.